# Noc Muzycznych Pejzaży
Noc Muzycznych Pejzaży (NMP) – audycja muzyczna nadawana w Programie III PR w latach 1998–2015. Wcześniej od 1992 jako Rock Malowany Fantazją w RMF FM.
Twórcą audycji i głównym prowadzącym był Piotr Kosiński, krakowski dziennikarz i właściciel wydawnictwa Rock-Serwis. Pierwsze wydanie programu w radiu RMF FM miało miejsce 5 stycznia 1992.
W 1998 audycja przeniosła się do Programu III Polskiego Radia i była tam nadawana od 18 kwietnia 1998. Nadawana była w nocy z soboty na niedzielę w godzinach 2:00–6:00, później (od września 2012) w nocy z czwartku na piątek w godzinach 2:00–4:00. W nocy z 29 na 30 stycznia 2010 miało miejsce 500. wydanie NMP w Programie III. Ostatnie wydanie zostało nadane w nocy z 8 na 9 stycznia 2015 i miało numer 737.
Kontynuacją audycji są Pejzaże Dźwiękiem Malowane nadawane od końca 2014 przez internetowe radio rockserwis.fm, założone przez Kosińskiego.

## Zawartość audycji
Noc Muzycznych Pejzaży zawierała nagrania z zakresu rocka progresywnego i neoprogresywnego, jazz-rocka, rocka symfonicznego, ambient, space, rocka psychodelicznego.
Wykonawcy pojawiający się często w audycji to: Genesis, Porcupine Tree, Peter Hammill, Quidam, Camel, Dead Can Dance, Pink Floyd, Robert Fripp, Yes, Marillion, Loreena McKennitt, IQ, Frank Zappa, Tangerine Dream, Gentle Giant, Kansas, Landberk, Peter Gabriel, Rush, Free, David Sylvian, Focus, Wishbone Ash, Twelfth Night, The Flower Kings, Steve Hackett, Dream Theater, Tool, Opeth, Sigur Rós, Anekdoten, Jethro Tull, Abraxas i wielu innych.
Nagraniem otwierającym audycję było niezmiennie Selva zespołu Camel z płyty The Single Factor. Przez długi czas stałą częścią programu był też cykl Ocalić od zapomnienia, który rozpoczynała piosenka Marka Grechuty pod tym tytułem, a który przypominał mniej lub bardziej znane płyty klasyki rocka progresywnego.

## Ranking płytowy
Corocznie słuchacze audycji wybierali płytę roku:
- 2014: Lunatic Soul – Walking on a Flashlight Beam
- 2013: Riverside – Shrine of New Generation Slaves
- 2012: Anathema – Weather Systems
- 2011: Steven Wilson – Grace for Drowning[7]
- 2010: Anathema – We're Here Because We're Here
- 2009: Riverside – Anno Domini High Definition
- 2008: Lunatic Soul – Lunatic Soul
- 2007: Porcupine Tree – Fear of a Blank Planet
- 2006: David Gilmour – On an Island
- 2005: Riverside – Second Life Syndrome
- 2004: Marillion – Marbles
- 2003: Dream Theater – Train of Thought
- 2002: Peter Gabriel – Up
- 2001: Fish – Fellini Days
- 2000: Porcupine Tree – Lightbulb Sun
- 1999: Porcupine Tree – Stupid Dream
- 1998: Abraxas – Centurie

18 kwietnia 2008 z okazji 10-lecia audycji przeprowadzony został plebiscyt na ulubioną płytę słuchaczy tych 10 lat. Zwyciężyła go płyta Porcupine Tree – In Absentia.

## Album
W 2003 nakładem Warner Music Poland ukazał się album Muzyczne pejzaże – prezentuje Piotr Kosiński, zawierający nagrania wybrane przez Kosińskiego.
Zawartość albumu:
1. Quidam – Sanktuarium 2002 (live)
2. The Flower Kings – Stardust We Are, Part 3
3. Morte Macabre – Lullabye
4. Steve Hackett – In Memoriam
5. Henry Fool – Pills in the Afternoon
6. Dream Theater – Home (Radio Edit)
7. RPWL – Cymbaline
8. Anekdoten – Kiss of Life
9. Peter Hammill – A Way Out
10. Quidam – Quimpromptu